# الصحوة الكبرى الأولى

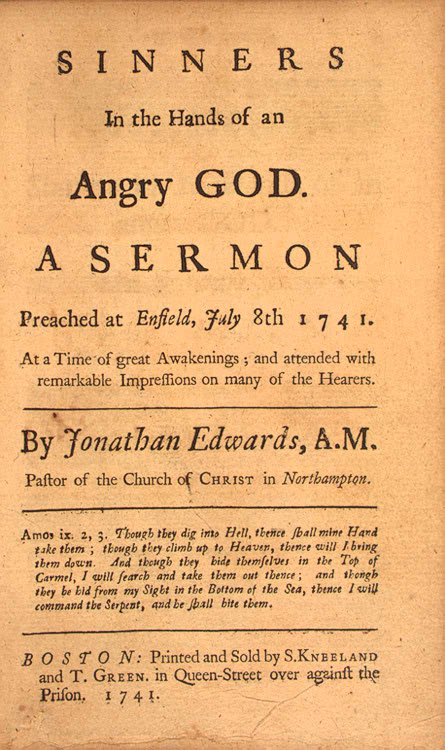
القس إدواردز، جوناثان (8 يوليو 1741)، خطاة في قبضة إله غاضب، موعظة أُلقيت في إنفيلد.

الصحوة الكبرى الأولى (بالإنجليزية: The First Great Awakening) (الصحوة العظمى أحيانًا) أو إحياء الإنجيلية. كانت سلسلة من الإحياءات المسيحية التي اجتاحت بريطانيا ومستعمراتها الثلاث عشرة في أميركا الشمالية في ثلاثينيات وأربعينيات القرن الثامن عشر. كان لحركة الإحياء تأثير دائم على البروتستانتية إذ سعى أتباعها لتجديد التقوى الفردية والإخلاص الديني. شهدت الصحوة الكبرى ظهور التبشيرية الأنجلو-أمريكية كحركة عابرة للطوائف داخل الكنائس البروتستانتية. في الولايات المتحدة، يستخدم مصطلح الصحوة الكبرى في أغلب الأحيان، بينما يشار إلى الحركة في المملكة المتحدة باسم إحياء الإنجيلية.
وبالاستناد إلى أسس التقاليد الأقدم -التطهيرية والتقوية والمشيخية - فإن كبار قادة حركة الإحياء مثل جورج وايتفيلد وجون ويزلي وجوناثان إدواردز صاغوا علم لاهوت من الإحياء والخلاص سما فوق الحدود المذهبية وساعد في تكوين هوية إنجيلية مشتركة. وقد أضاف الإحيائيون إلى المقتضيات الفقهية للإصلاح البروتستانتي تشديدًا على فيض العناية الإلهية للروح القدس. وقد أعطت الموعظة المرتجلة المستمعين شعورًا من الاقتناع الشخصي العميق بحاجتهم إلى الخلاص من قبل يسوع المسيح وعززت مراقبة النفس والالتزام بمعيار جديد من الأخلاق الشخصية. شدد اللاهوت الإحيائي على أن التحول الديني ليس مجرد الموافقة الفكرية على تصحيح المذهب المسيحي ولكن يجب أن يكون «ولادة جديدة» مختبرة عميقًا في القلب. علّم أيضًا الإحيائيون أن تلقي ضمان الخلاص هو توقع طبيعي في الحياة المسيحية.
ومع أن الإحياء الإنجيلي قد وحد الإنجيليين بين مختلف الطوائف حول المعتقدات المشتركة، إلا أنه أدى أيضًا إلى انقسام في الكنائس القائمة بين تلك التي دعمت الإنجيليين وتلك التي امتنعت عن ذلك. وفي إنجلترا، نما الإنجيليون الأنجليكانيون ليصبحوا فئة مهمة داخل كنيسة إنجلترا، وتفرعت الميثودية خارج كهنوت وايتفيلد وويزلي. في المستعمرات الأمريكية تسببت الصحوة في انشقاق الكنائس الأبرشانية والمشيخية، في حين أنها عززت كلا الكنيستين الميثودية والمعمدانية. كان تأثيرها المباشر ضعيفًا على أغلب اللوثريين والكويكرز وغير البروتستانت، ولكنها أدت فيما بعد إلى نشوء شقاق ضمن صفوف الكويكرز المستمر حتى يومنا هذا.
الدعاة الإنجيليون «سعوا إلى إشراك كل شخص في التحول الديني، بغض النظر عن نوع الجنس والعرق والمركز». في جميع أنحاء مستعمرات أمريكا الشمالية -ولا سيما في الجنوب- زادت حركة الإحياء من عدد العبيد الأفارقة والسود الأحرار الذين تعرفوا إلى المسيحية واعتنقوها فيما بعد. ألهمت هذه الحركة تأسيس جمعيات تبشيرية جديدة، مثل جمعية التبشير المعمدانية في 1792.

## أوروبا القارية
يرى المؤرخ سيدني إي. ألستروم أن الصحوة الكبرى تشكل جزءًا من «الاضطرابات البروتستانتية الدولية الكبرى» التي أدت أيضًا إلى نشوء حركة التقوية في الكنائس اللوثرية والإصلاحية في أوروبا القارية. شددت هذه الحركة على الإيمان الديني الصادق كرد فعل على المدرسية البروتستانتية مفرطة الفكر التي اعتبرتها جافة روحيًا. ومن الجدير بالذكر أن المتدينين قد أولوا اهتمامًا أقل للانقسامات المذهبية التقليدية بين الكنائس البروتستانتية، وركّزوا بالأحرى على التجربة والعواطف الدينية.
أعدّت التقوية أوروبا للإحياء، وعادة ما كانت تحدث في المناطق حيث ترسخت التقوية. وكان أهم زعيم للصحوة في وسط أوروبا هو نيكولاوس زايزندورف، النبيل الساكسوني الذي درس في عهد الزعيم المستبد آوغست هيرمان فرانكه في جامعة هاله. وفي عام 1722، دعا زايزندورف أعضاء الكنيسة المورافية إلى العيش والعبادة على ممتلكاته مؤسسًا مجتمعًا في هيرنهوت. قدم المورافيون إلى هيرنهوت كلاجئين، لكن تحت إشراف زايزندورف، تمتعت المجموعة بإحياء ديني. وسرعان ما أصبحت هذه الطائفة ملجأ للبروتستانت الآخرين، بما في ذلك اللوثريين الألمان والمسيحيين المصلحين والأنابابتستيون. بدأت الكنيسة بالنمو، ونشأت المجتمعات المورافية في إنجلترا حيث ساعدت على تعزيز الإحياء الإنجيليي أيضًا.

## الصحوة الكبرى في أمريكا

### الإحياءات الباكرة
في أوائل القرن 18، كانت المستعمرات الثلاث عشرة متنوعة دينيًا. وفي مستعمرات نيو إنجلاند، كانت الكنائس الأبرشانية هي الديانة الرسمية؛ بينما في المستعمرات الوسطى المتسامحة دينيًا، تنافست كنائس الكويكرز والمُصلحة الهولندية والأنجليكية والمشيخية واللوثرية والأبرشانية والمعمدانية مع بعضها البعض على قدم المساواة. في المستعمرات الجنوبية، تأسست الكنيسة الأنجليكية رسميًا. في الوقت نفسه كانت عضوية الكنيسة منخفضة نتيجة فشلها بمواكبة النمو السكاني وكان تأثير العقلانية التنويرية قد دفع العديد من الناس إلى التحول إلى الإلحاد والربوبية والتوحيدية والكونية. وجدت الكنائس في نيو إنجلاند نفسها واقعة في «شكلانية رصينة وروتينية حيث أضحى الإيمان التجريبي واقعًا لقلة متناثرة فقط». 
واستجابة لهذه الظواهر، بدأ القساوسة المتأثرون بالتطهيرية في نيو إنجلاند، والمشيخية الأسكتلندية الأيرلندية، والتقوية الأوروبية في الدعوة إلى إحياء الدين والتقوى. ومن شأن مزج هذه التقاليد الثلاثة أن ينتج بروتستانتية إنجيلية تولي أهمية أكبر «لمواسم إحياء أو فيض الروح القدس، والعصاة المهتدين الذين يختبرون حب الله شخصيًا». في العقد الثاني والثالث من القرن الثامن عشر، أصبحت الإحياءات أكثر تواترًا بين الأبرشانيين في نيو إنجلاند. وكان أول إحياء يحظى بدعاية واسعة النطاق هو ذلك الذي عجله زلزال في عام 1727. بقيت هذه الإحياءات الباكرة ضمن النطاق المحلي بسبب الافتقار إلى التغطية في وسائط الإعلام المطبوعة. ومع بدء الإعلان عنها على نطاق أوسع، تحولت من مجرد أحداث محلية إلى أحداث إقليمية وعابرة للمحيط الأطلسي.
في عقدي 1720 و1730، تم تشكيل حزب إنجيلي في الكنائس المشيخية في المستعمرات الوسطى بقيادة ويليام تينينت الذي أنشأ كلية تسمى كلية لوغ حيث قام بتدريب قرابة 20 إحيائي مشيخي للكهنوت من ضمنهم أبناؤه الثلاثة وصامويل بلير. أثناء رعاية كنيسة في نيوجيرسي، أصبح غيلبرت تينينت على معرفة وثيقة بالقسيس الهولندي المصلح ثيودوروس ياكوبوس فريلينغهاوزن. وصف المؤرخ سيدني إي. ألستروم فريلينغهاوزن بأنه «مبشر مهم، إن لم يكن مؤسس الصحوة الكبرى». فريلينغهاوزن التقوي كان يؤمن بضرورة التحول الشخصي وعيش حياة مقدسة. وكانت الإحياءات التي قادها في راريتن فالي «سباقة» للصحوة الكبرى في المستعمرات الوسطى. تحت تأثير فريلينغهاوزن، أصبح تينينت يعتقد أن تجربة الهداية المطلقة المتبوعة بضمان الخلاص كانتا العلامة الرئيسية للمسيحي. بحلول عام 1729، بدأ تينينت رؤية علامات إحياء في الكنائس المشيخية في نيو برونزويك وجزيرة ستاتن. وفي الوقت نفسه، أشرف إخوة غيلبرت -وليام وجون- على الإحياء في فريهولد، نيو جيرسي.